# Antje Gleichfeld
Antje Gleichfeld z domu Braasch (ur. 31 marca 1938 w Hamburgu) – niemiecka lekkoatletka, sprinterka i średniodystansowiec, medalistka mistrzostw Europy. W czasie swojej kariery reprezentowała RFN.
Specjalizowała się w biegu na 400 metrów i w biegu na 800 metrów, jednak jej pierwszy medal w zawodach międzynarodowych był w konkurencji sprinterskiej – sztafecie 4 × 100 metrów (brązowy medal na uniwersjadzie w 1959 w Turynie). Zajęła 5. miejsce w finale biegu na 800 metrów na igrzyskach olimpijskich w 1960 w Rzymie. Zwyciężyła na tym dystansie na uniwersjadzie w 1961 w Sofii, a na uniwersjadzie w 1963 w Porto Alegre zdobyła srebrny medal. Drugi srebrny medal na uniwersjadzie w 1963 wywalczyła w sztafecie4 × 100 metrów.
Po raz drugi zajęła 5. miejsce w biegu na 800 metrów na igrzyskach olimpijskich w 1964 w Tokio, a na uniwersjadzie w 1965 w Budapeszcie była druga w tej konkurencji.
Zdobyła brązowy medal w biegu na 800 metrów na mistrzostwach Europy w 1966 w Budapeszcie.
Na mistrzostwach Europy w 1969 w Atenach niemiecka sztafeta 4 × 400 metrów w składzie: Christa Czekay, Gleichfeld, Inge Eckhoff i Christel Frese ustanowiła w biegu eliminacyjnym 19 września rekord świata czasem 3:33,9. Następnego dnia w biegu finałowym rekord ten został poprawiony przez sztafety Wielkiej Brytanii i Francji, a sztafeta RFN (biegnąca w tym samym zestawieniu) zdobyła brązowy medal z rezultatem lepszym od swego rekordu (3:32,7).
Antje Gleichfeld była mistrzynią RFN w biegu na 400 metrów w 1958 i 1965, wicemistrzynią na tym dystansie w 1966 oraz brązową medalistką w 1967 i 1969. W biegu na 800 metrów była mistrzynią w 1961, 1963, 1964m 1965 i 1966, wicemistrzynią w 1960 oraz brązową medalistką w 1967. Zdobyła również mistrzostwo RFN w sztafecie 3 × 800 metrów w 1967 i 1968 oraz w biegu przełajowym na krótkim dystansie indywidualnie w 1962, 1964, 1965 i 1966 oraz w drużynie w 1967. W hali była mistrzynią w biegu na 800 metrów w 1962 i 1965 oraz wicemistrzynią w 1958 i 1966.
Trzykrotnie ustanawiała rekord RFN w biegu na 800 metrów do wyniku 2:03,7 (3 września 1966 w Budapeszcie), a raz w biegu na 400 metrów (54,8 s 14 października 1961 w Akrze). Czterokrotnie również poprawiała rekord RFN w sztafecie 4 × 400 metrów do rezultatu 3:32,7 (20 września 1969 w Atenach).
W 1964 została odznaczona Srebrnym Liściem Laurowym.